# (319) Leona
(319) Leona – planetoida z pasa głównego asteroid okrążająca Słońce w ciągu 6 lat i 89 dni w średniej odległości 3,39 j.a. Została odkryta 8 października 1891 roku w Observatoire de Nice w Nicei przez Auguste Charloisa. Pochodzenie nazwy planetoidy nie jest znane.